# اوون هانت

دکتر اوون هانت

اوون هانت (به انگلیسی: Owen Hunt) از شخصیت‌های اصلی سریال آناتومی گری می‌باشد و کوین مک‌کید این نقش را ایفا کرده‌است.